# Municipio de Baltasar Brum
El municipio de Baltasar Brum es uno de los municipios del departamento de Artigas, Uruguay. Tiene su sede en la localidad homónima.

## Ubicación
El municipio se encuentra situado en la zona suroeste del departamento de Artigas.

## Historia
El municipio de Baltasar Brum fue creado por Ley N.º 18653 del 15 de marzo de 2010, en cumplimiento de la Ley N.º 18567 que disponía la creación de municipios en todas aquellas localidades con una población a partir de 2000 habitantes. Forma parte del departamento de Artigas y comprende el distrito electoral ICA de ese departamento.

## Localidades
La única localidad que forma parte de este municipio es Baltasar Brum.

## Autoridades
Las autoridades del municipio son el alcalde y cuatro concejales.
Alcaldes según período:
| Nº | Alcalde                   | Partido             | Inicio del mandato      | Fin del mandato         | Observaciones     | Concejales                                                                                    |
| -- | ------------------------- | ------------------- | ----------------------- | ----------------------- | ----------------- | --------------------------------------------------------------------------------------------- |
| 1  | José Lachaise             | Partido Nacional PN | 9 de julio de 2010      | julio de 2015           | Alcalde elegido   |                                                                                               |
| 2  | Juan Carlos Martinicorena | Partido Nacional PN | julio de 2015           | 26 de noviembre de 2020 | Alcalde elegido   | José Lachaise (PN) Wilson Medina (PC) Raquel Silva (PC) Jorge Santos (FA)                     |
| 3  | Juan Carlos Martinicorena | Partido Nacional PN | 27 de noviembre de 2020 | 2025                    | Alcalde reelegido | Hugo Barboza (PN) Daniela Alfonso (PN) Raquel Silva Villanueva (PC) Wilson Medina Castro (PC) |